# ميغيل غونزاليس (لاعب كرة قاعدة)
ميغيل غونزاليس (بالإسبانية: Miguel González Martín)‏ (نحو. 1984  م) هو لاعب كرة قاعدة، من المكسيك، ولد في غوادالاخارا، يلعب كمرسل مطلق ‏.

## روابط خارجية
- ميغيل غونزاليس على موقع دوري كرة القاعدة الرئيسي (الإنجليزية)
- ميغيل غونزاليس على موقعبيزبول رفرنس.كوم (الدوري الرئيسي) (الإنجليزية)
- ميغيل غونزاليس على موقعبيزبول رفرنس.كوم (الدوري الثانوي) (الإنجليزية)
- ميغيل غونزاليس على موقع إي إس بي إن.كوم (أم.أل.بي) (الإنجليزية)
- ميغيل غونزاليس على موقع مشجعي الرسوم البيانية (الإنجليزية)